# Polygonum brasiliense
Polygonum brasiliense är en slideväxtart som beskrevs av Karl Heinrich Koch. Polygonum brasiliense ingår i släktet trampörter, och familjen slideväxter. Inga underarter finns listade i Catalogue of Life.